# My Bonnie
Эта статья — о музыкальных записях Тони Шеридана. О народной шотландской песне смотри статью My Bonnie Lies over the Ocean.
«My Bonnie» («Мой милый») — песня (обработка известной народной песни), одноимённый сингл (1961 год), студийный альбом (1962) и мини-альбом (1963), записанные Тони Шериданом и группой The Beat Brothers, позднее прославившейся как «Битлз».

## История изданий
Во время своего первого визита в Гамбург (в 1960 году) участники будущей группы «Битлз» познакомились с исполнителем Тони Шериданом. Во время второго визита (уже без Стюарта Сатклиффа) участники группы аккомпанировали Шеридану во время ряда его выступлений. Эти выступления были замечены Бертом Кемпфертом, который (вместе с аудиоинженером Карлом Хинце) спродюсировал запись концертного материала, причём 8 песен было записано вместе с Шериданом (в том числе — песни «My Bonnie» и «The Saints», выпущенные впоследствии в виде сингла), а две («Cry for a Shadow» и «Ain’t She Sweet») — лишь участниками группы. На основе этих записей были опубликованы студийный альбом и мини-альбом под названием «My Bonnie», а также ряд синглов.
Данные записи сыграли важную роль в карьере «Битлз». Именно благодаря синглу «My Bonnie» Брайан Эпстайн, будущий менеджер группы, узнал об их существовании (при посредстве Раймонда Джонса, заказавшего данный сингл в музыкальном магазине, который в то время содержал Эпстайн) и заинтересовался их творчеством.
После того, как «Битлз» стали знамениты, часть материала, записанного во время студийной работы с Тони Шериданом, была использована для альбома The Beatles’ First (1964 год).

## Студийный альбом
Студийный альбом под названием «My Bonnie» был записан 22 июня 1961 года в Гамбурге и выпущен 5 января 1962 года германским лейблом Polydor. В альбом вошло 12 композиций.

### Список композиций студийного альбома
Первая сторона
1. «My Bonnie» (народная, аранжировка Тони Шеридана)
2. «Skinny Minnie» (Билл Хейли, Rusty Keefer, Milt Gabler, Catherine Cafra)
3. «Whole Lotta Shakin' Goin On» (Dave Williams, Sonny David)
4. «I Know Baby» (Шеридан)
5. «You Are My Sunshine» (Jimmie Davis, Charles Mitchell)
6. «Ready Teddy» (Robert Blackwell, John Marascalco)

Вторая сторона
1. «The Saints» (James Milton Black, Katharine Purvis)
2. «Hallelujah, I Love Her So» (Рэй Чарльз)
3. «Let’s Twist Again» (Kal Mann, Dave Appell, Buchenkamp)
4. «Sweet Georgia Brown» (Bernie, Maceo Pinkard, Casey)
5. «Swanee River» (Стивен Фостер)
6. «Top Ten Twist» (Homsen, Bones, Sheridan, Lüth)

В 2001 году этот альбом был переиздан на CD с десятью бонусными треками:
1. «My Bonnie» (со вступлением на немецком языке; народная, обработка Sheridan-Bertie)
2. «Ich Lieb’ Dich So» (Pomus-Spector-Lueth)
3. «Der Kiss-Me Song» (Warren-Schwabach-Wallnau)
4. «Madison Kid» (C. Thomas)
5. «Let’s Dance» (Sheridan-Lee)
6. «Ruby Baby» (Leiber-Stoller)
7. «What’d I Say» (Ray Charles)
8. «Veedeboom Slop Slop» (Johnny Sivo)
9. «Let’s Slop» (Sivo-Gleissner)
10. «My Bonnie» (без вступления)

## Синглы
На основе материала, записанного Шериданом, был выпущен ряд синглов, три из которых были выпущены лишь после того, как «Битлз» стали знаменитыми и интерес к ранее записанному ими материалу значительно возрос.
Сингл «My Bonnie»/«The Saints» (исполнение приписано Тони Шеридану и группе The Beat Brothers) был выпущен в октябре 1961 года и достиг пятой позиции в германском хит-параде. В Великобритании этот сингл был выпущен 5 января 1962 (уже приписан Тони Шеридану и The Beatles). В США первоначальный выпуск планировался в апреле 1962 года, однако фактически сингл вышел 27 января 1964 (номер по каталогам — MGM K-13213); его исполнение уже было обозначено как «The Beatles с Тони Шериданом»; сингл достиг 26 позиции в хит-параде Billboard.
После того, как «Битлз» стали знаменитыми, был выпущен также сингл «Ain’t She Sweet»/«Nobody’s Child» (в записи первой композиции принимали участие только музыканты «Битлз», тогда как во второй композиции Тони Шеридан ведёт основную вокальную партию). За ним последовал сингл «Sweet Georgia Brown»/«Take Out Some Insurance On Me, Baby»; доподлинно не известно, принимали ли участие музыканты «Битлз» в записи первой композиции, однако их участие в записи второй песни несомненно.
Последним был выпущен сингл «Cry for a Shadow»/«Why». Первая композиция представляла собой лишь инструментальный номер, авторство которого приписано Харрисону и Леннону (единственный случай подобного рода); на второй стороне помещалась песня в исполнении Шеридана с сопровождением «Битлз».

## Мини-альбом
Мини-альбом My Bonnie был выпущен 12 июля 1963 года в Великобритании под лейблом Polydor Records. Интересно, что в тот же день в Великобритании был выпущен первый мини-альбом «Битлз» Twist and Shout (под лейблом Parlophone).

### Список композиций мини-альбома
Первая сторона
1. «My Bonnie»
2. «Cry for a Shadow»

Вторая сторона
1. «The Saints»
2. «Why»